# 케이프 피어 (드라마)
《케이프 피어》(영어: Cape Fear)는 애플 TV+에서 방영 예정인 미국의 스릴러 드라마이다.